# Quang Huy
Quang Huy là thị trấn huyện lỵ của huyện Phù Yên, tỉnh Sơn La, Việt Nam.

## Địa lý
Thị trấn Quang Huy nằm ở trung tâm huyện Phù Yên, có vị trí địa lý:
- Phía đông giáp xã Huy Tân và xã Huy Thượng
- Phía tây và phía nam giáp xã Huy Hạ
- Phía bắc giáp xã Suối Tọ.

Thị trấn Quang Huy có diện tích 14,74 km², dân số năm 2023 là 23.157 người, mật độ dân số đạt 1.571 người/km².

## Lịch sử
Thị trấn Phù Yên được thành lập vào ngày 13 tháng 4 năm 1977 trên cơ sở một phần diện tích và dân số của xã Quang Huy.  
Ngày 14 tháng 11 năm 2024, Ủy ban Thường vụ Quốc hội ban hành Nghị quyết số 1280/NQ-UBTVQH15 về việc sắp xếp đơn vị hành chính cấp huyện, cấp xã của tỉnh Sơn La giai đoạn 2023 – 2025 (nghị quyết có hiệu lực từ ngày 1 tháng 2 năm 2025). Theo đó:
- Thành lập thị trấn Quang Huy thuộc huyện Phù Yên trên cơ sở toàn bộ 1,05 km² diện tích tự nhiên, quy mô dân số là 11.252 người của thị trấn Phù Yên; điều chỉnh 9,05 km² diện tích tự nhiên, quy mô dân số là 8.235 người của xã Quang Huy; 4,11 km² diện tích tự nhiên, quy mô dân số là 3.571 người của xã Huy Bắc và 0,63 km² diện tích tự nhiên, quy mô dân số là 99 người của xã Huy Hạ.
- Sáp nhập phần còn lại 36,56 km² diện tích tự nhiên và quy mô dân số là 1.521 người còn lại của xã Quang Huy vào xã Suối Tọ.

Thị trấn Quang Huy có 14,74 km² diện tích tự nhiên và quy mô dân số là 23.157 người.
Ngày 20 tháng 1 năm 2025, UBND tỉnh Sơn La ban hành Quyết định số 163/QĐ-UBND về việc:
- Chuyển Bản Phố thành tiểu khu Phố;
- Chuyển bản Suối Làng thành tiểu khu Suối Làng.
- Chuyển bản Nà Phái 1 thành tiểu khu Nà Phái 1.
- Chuyển bản Nà Phái 2 thành tiểu khu Nà Phái 2.
- Chuyển bản Phai Làng thành tiểu khu Phai Làng.
- Chuyển bản Kim Tân thành tiểu khu Kim Tân
- Chuyển bản Nà Xá thành tiểu khu Nà Xá
- Chuyển Bản Cang thành tiểu khu Cang;
- Chuyển bản Mo Nghè 1 thành tiểu khu Mo Nghè 1
- Chuyển bản Mo Nghè 2 thành tiểu khu Mo Nghè 2.
- Chuyển bản Tường Quang thành tiểu khu Tường Quang.
- Chuyển bản Mo 1 thành tiểu khu Mo 1.
- Chuyển bản Mo 2 thành tiểu khu Mo 2.
- Chuyển Bản Búc thành tiểu khu Búc.
- Chuyển bản Chiềng Hạ thành tiểu khu Chiềng Hạ.
- Chuyển bản Chiềng Trung thành tiểu khu Chiềng Trung.
- Chuyển bản Chiềng Thượng thành tiểu khu Chiềng Thượng.